# Castelli di Lastours
I castelli di Lastours (Chateaux de Lastours) sono un complesso fortificato in rovina che comprende quattro castelli indipendenti (Cabaret, Tour Régine, Surdespine o Fleur d'Espine, e Quertinheux), prima catari e poi francesi, sorti a partire dall'XI secolo e abbandonati alla fine del XVI secolo.
Sono collocati allineati su una cresta rocciosa (300 m s.l.m.) sovrastante il comune di Lastours, nel dipartimento francese dell'Aude, e dominano le valli dell'Orbeil e del Grésilhou, in una zona ricca di miniere di ferro.

## Storia
I castelli vennero citati per la prima volta nel 1067 come proprietà dei signori di Cabaret, aderenti al catarismo, e dovevano comprendere allora solo tre fortezze. Durante la crociata albigese, nel 1209, dopo la presa di Carcassonne, furono attaccati da Simone di Montfort, che non riuscì ad espugnarli. All'epoca erano in possesso di Pierre-Roger de Cabaret. Quest'ultimo li cedette tuttavia nel 1211, passando alla parte avversa per ragioni oscure. Nel 1223 una comunità catara vi si insediò, e i castelli divennero sede del vescovo cataro di Carcassonne. Dopo un nuovo assedio iniziato nel 1227, da parte di Umberto V di Beaujeu, i Catari si arresero nel 1229.
Il possesso del castello passò quindi al re di Francia. Dopo il loro saccheggio, le fortificazioni furono ricostruite e ampliate e venne aggiunta la quarta, Tour Régine ("Torre Regina"). Divenne il centro amministrativo e militare di sei villaggi, costituenti la castellania di Cabardès.
Nel XVI secolo fu occupato dai Protestanti e fu liberato dal maresciallo de Joyeuse nel 1591. Persa l'importanza strategica vennero in seguito abbandonati.

## Descrizione

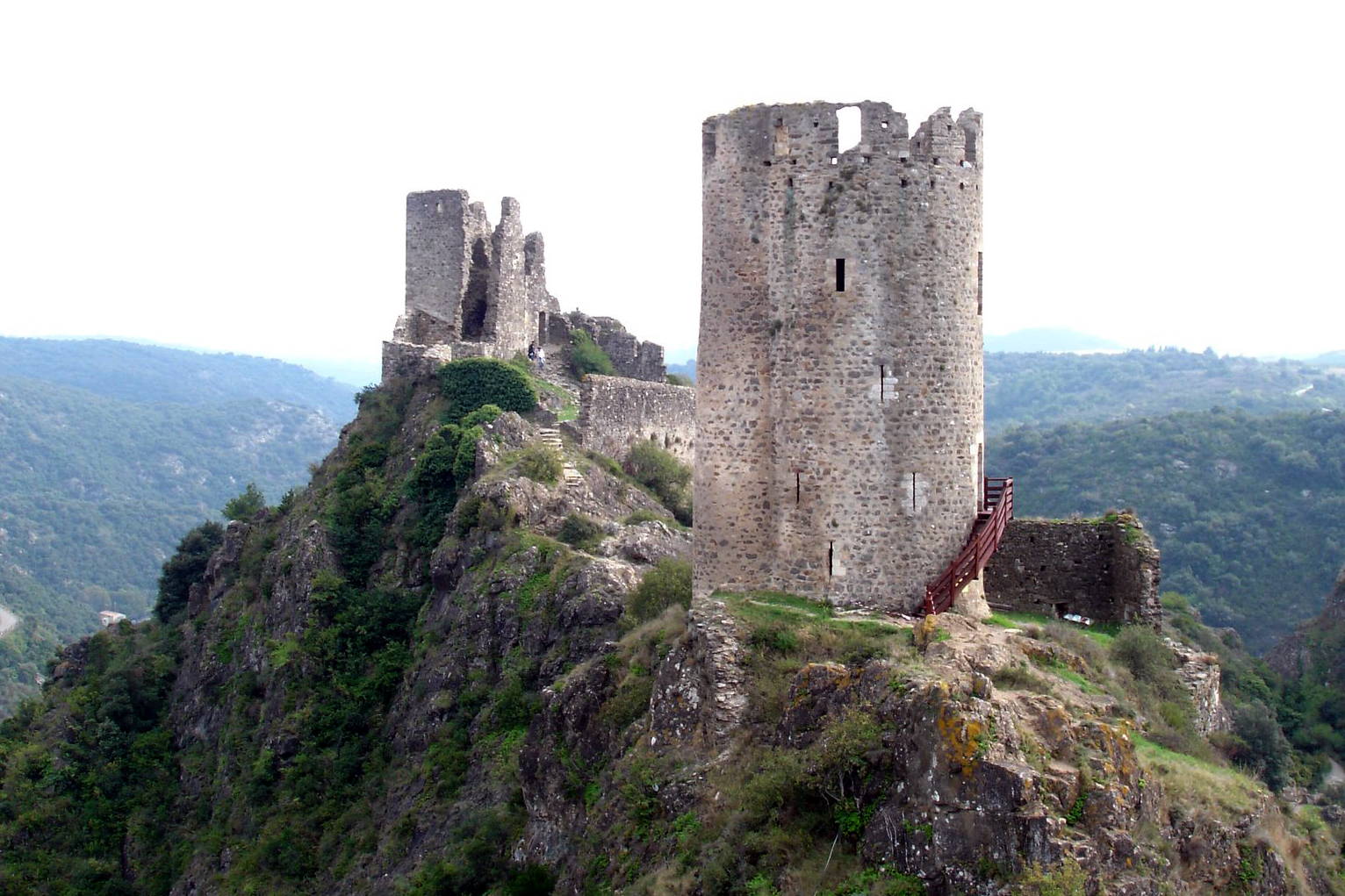
Tour Régine, Surdespine e Quertinheux viste dal Cabaret

All'epoca della crociata albigese i tre castelli allora esistenti (Cabaret, Surdespine e Quertinheux), costituiti da torri alte e strette, erano circondati ciascuno da un proprio villaggio, sorto seguendo le curve di livello del pendio. Il villaggio di Cabaret era posto sotto l'omonima fortezza, in una stretta e selvosa valle delimitata da un fiume (recenti scavi archeologici ne hanno riportato alla luce le fondamenta).
Le torri e i villaggi furono distrutti dopo la conquista francese. Successivamente, nel corso del XIII secolo furono ricostruiti dei veri e propri castelli, spostati sulla cima delle alture, circondate da precipizi. Ai precedenti, si aggiunse la Tour Régine, del 1242. Alle quattro fortezze, allineate su un asse nord-sud, era possibile accedere solo mediante stretti sentieri, in parte scavati nella roccia.

### Cabaret
43°20′16″N 2°22′39.5″E

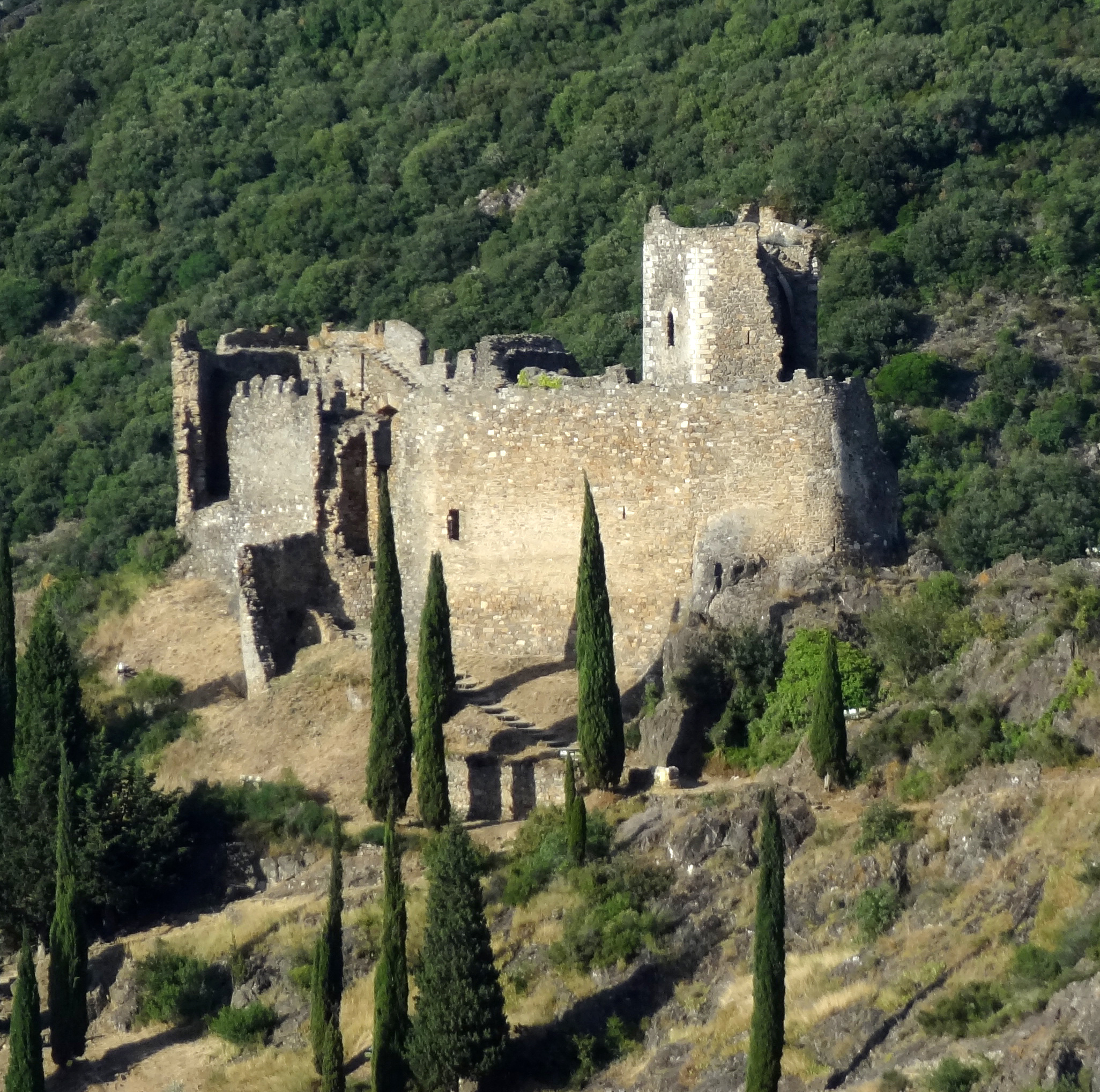
Cabaret

Era il sistema difensivo principale, con un grande dongione a sud, circondato da una cinta muraria a pianta irregolare con torre a nord e con camminamento sorretto da arcate. All'interno sono presenti costruzioni utilitarie. L'ingresso è protetto da un barbacane. Il crollo di un lato della torre permette di ammirare la volta gotica dell'ultimo piano.

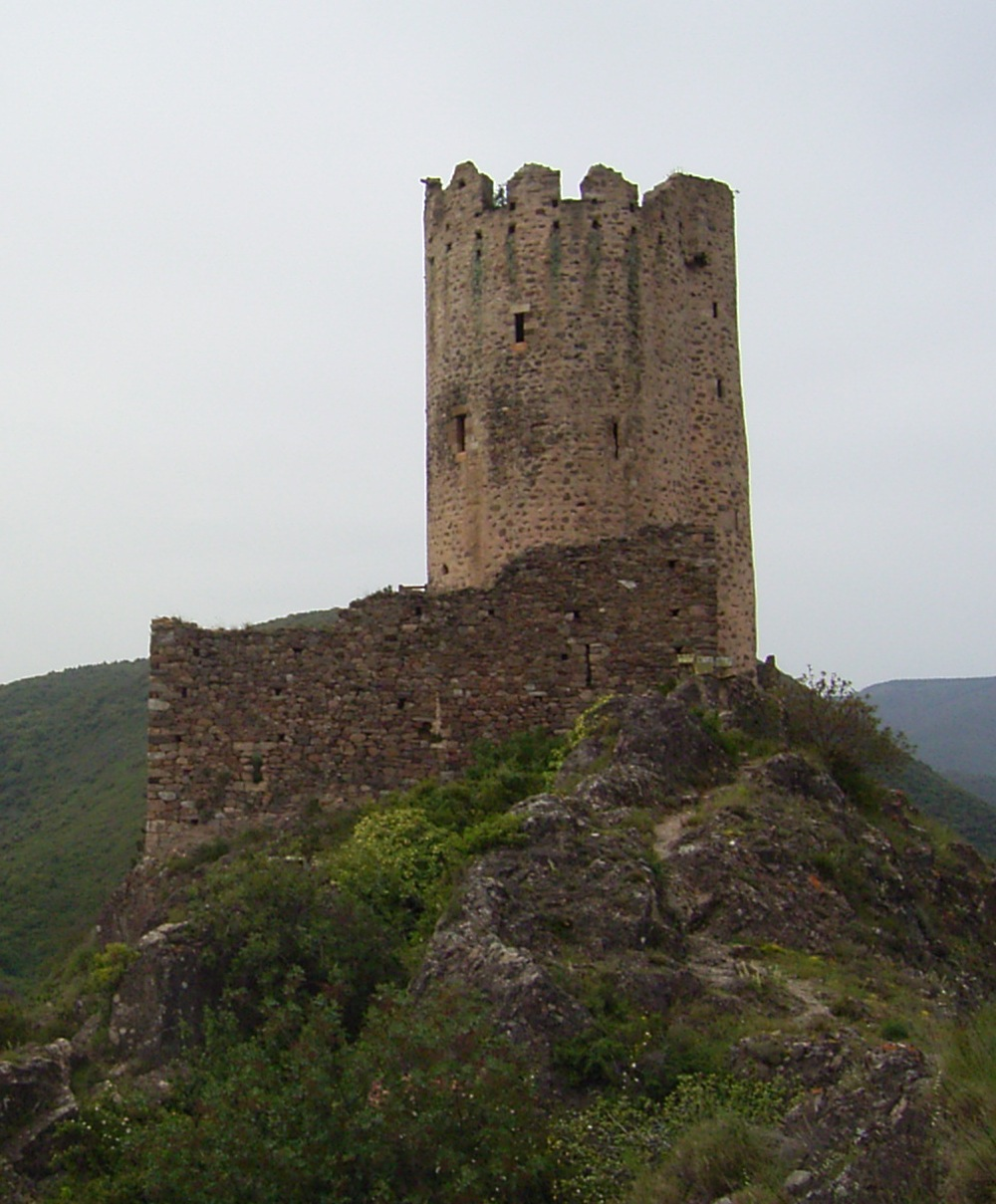
Tour Régine

### Tour Régine
43°20′13.2″N 2°22′40.2″E
La fortificazione più piccola e più recente, costruita dai francesi nel 1242 circa, è costituita da una torre centrale circolare a tre piani e con scala esterna. Al di sotto della torre è costruita una vasta cisterna per l'acqua piovana. La torre centrale era circondata da una cinta muraria oggi crollata.

### Surdespine
43°20′11″N 2°22′42″E

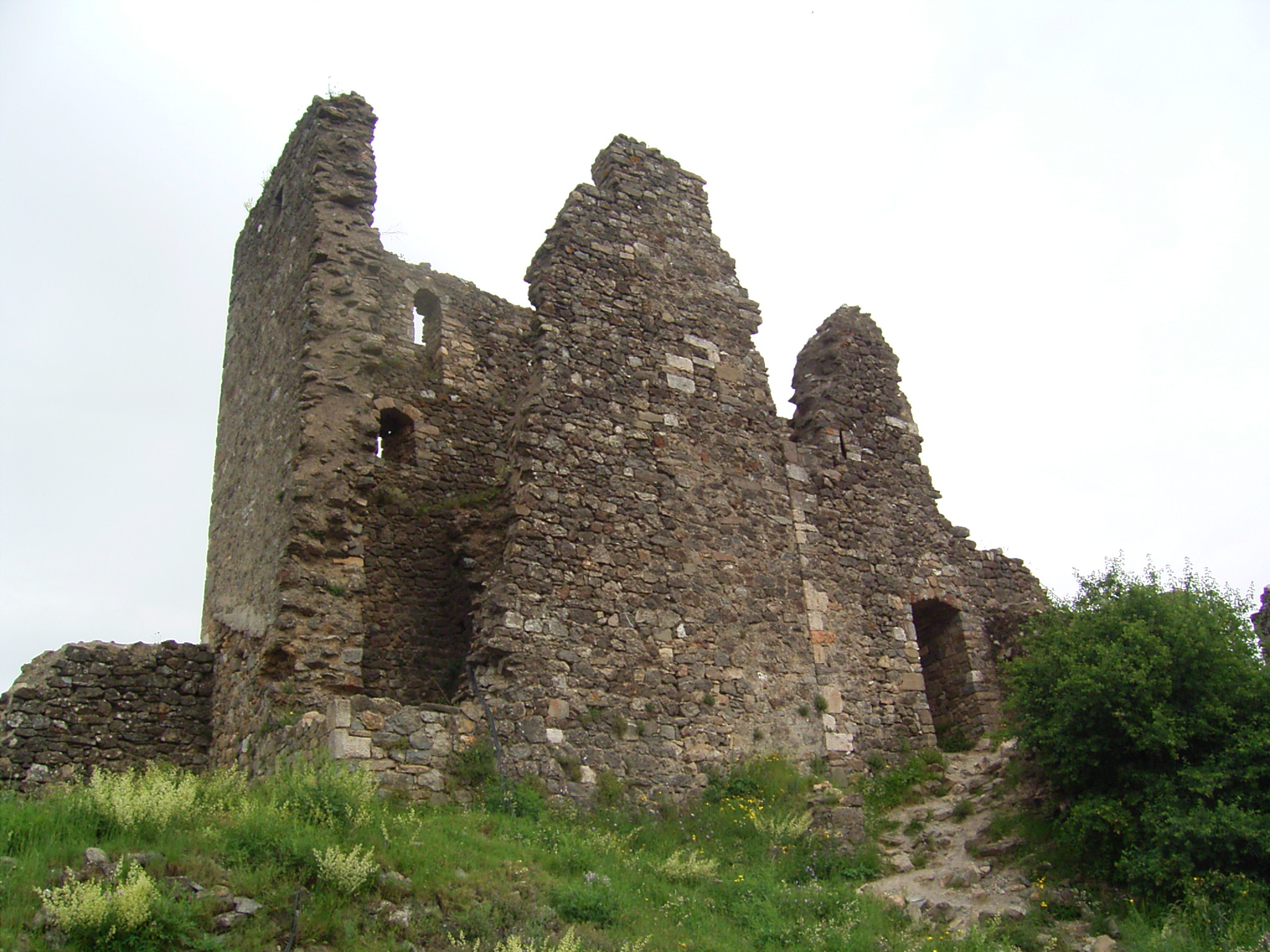
Surdespine

Comprende una torre quadrata, con costruzioni di servizio e una cisterna, racchiusi in una cinta muraria a pianta rettangolare, con due ali di cortine che si aprono ai fianchi. È la fortificazione meglio conservata.

### Quertinheux
43°20′07.8″N 2°22′38.5″E

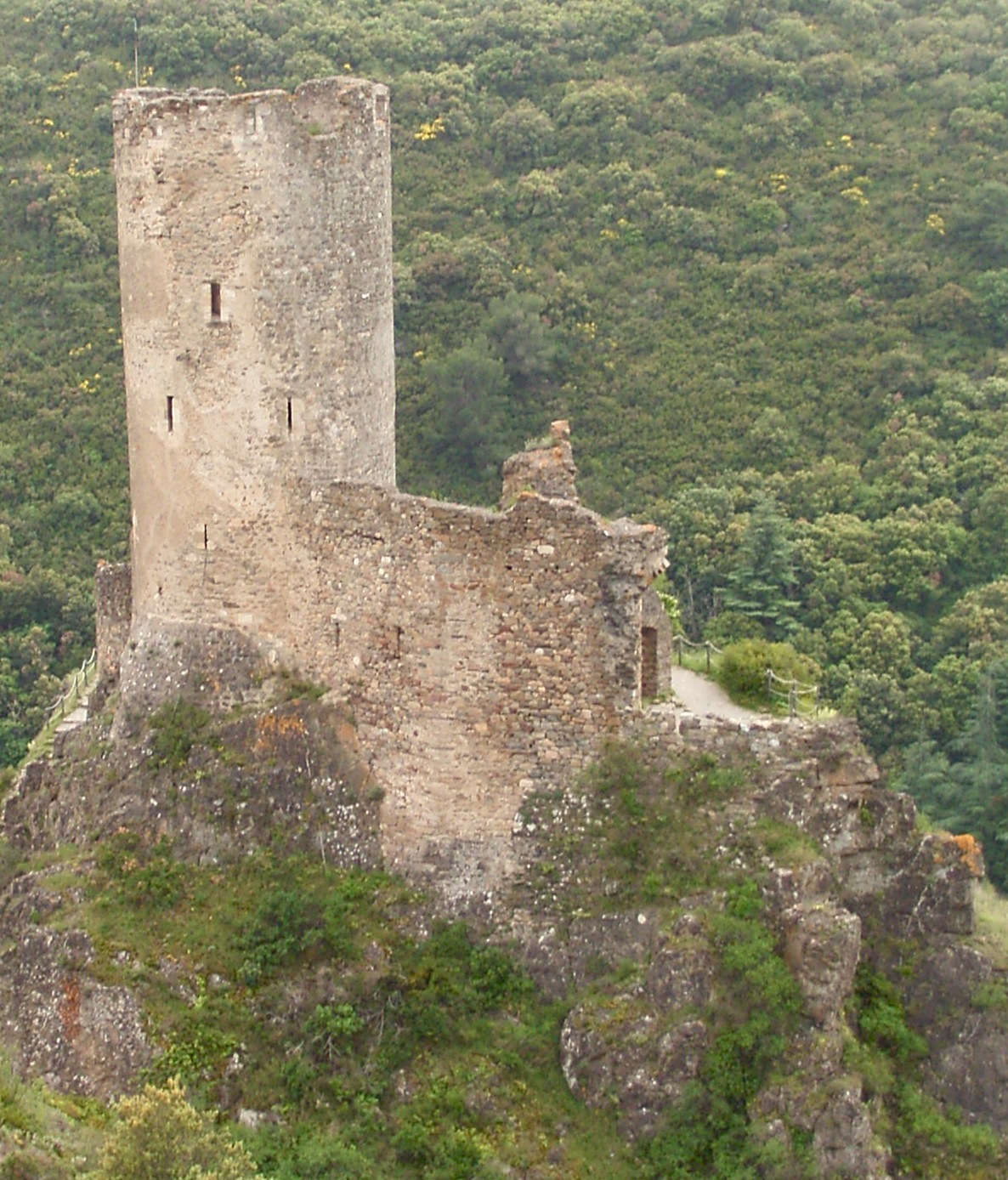
Quertinheux

Collocato su una punta rocciosa separata, comprende una torre circolare, racchiusa in una cinta a pianta poligonale, con ingresso difeso da un muro avanzato. È la più bassa delle fortificazioni e difendeva uno degli accessi al castello. Alla base si conservano i resti di una distrutta chiesa romanica.